# Suburbia (canción)
«Suburbia» es una canción de la banda británica Pet Shop Boys, incluida en su álbum debut Please y lanzada el 22 de septiembre de 1986 como sencillo.

## Descripción
La inspiración inicial del tema se encuentra en la película Suburbia (1984), y su descripción de la violencia y el desarraigo en los suburbios de la ciudad de Los Ángeles; además también influyó el recuerdo en la memoria de Neil Tennant de los disturbios de Brixton de 1981 y 1985, lo que finalmente les llevó a componer un tema que abordase el tedio en la vida de los suburbios y la tensión subyacente ente los más desfavorecidos que desemboca en el estallido de reyertas a la menor provocación.
Las distintas versiones de la canción van acompañadas de sonidos de violencia urbana, disturbios y cristales rotos, así como ladrido de perros en la versión extendida (usada en el videoclip).
El videoclip fue dirigido por Eric Watson y fue rodado en la ciudad de Los Ángeles.

## En directo
Desde que se publicara en 1986, la canción ha formado parte de todas las giras del grupo, si bien en alguna de ellas se tocó de manera esporádica.

## Listas de canciones
| Disco de 7" |            |          |  |
| N.º         | Título     | Duración |  |
| 1.          | «Suburbia» | 3:59     |  |
| 2.          | «Paninaro» | 4:37     |  |

| Disco de 12" |                              |          |  |
| N.º          | Título                       | Duración |  |
| 1.           | «Suburbia (the full horror)» | 8:55     |  |
| 2.           | «Paninaro»                   | 4:37     |  |
| 3.           | «Jack the Lad»               | 4:30     |  |

## Posición en las listas
| Listas (1986–87)                                        | Posiciones |
| ------------------------------------------------------- | ---------- |
| Austria (Ö3 Austria Top 40)                             | 9          |
| Bélgica (Ultratop Flanders)                             | 1          |
| Finlandia (Suomen virallinen lista)                     | 13         |
| Francia (Syndicat National de l'Édition Phonographique) | 74         |
| Alemania (Media Control Charts)                         | 2          |
| Irlanda                                                 | 3          |
| Italia                                                  | 18         |
| Países Bajos(MegaCharts)                                | 3          |
| Nueva Zelanda (RIANZ)                                   | 5          |
| Polonia[cita requerida]                                 | 1          |
| España(AFYVE)                                           | 2          |
| Suecia(Sverigetopplistan)                               | 6          |
| Suiza(Swiss Hitparade)                                  | 3          |
| Reino Unido                                             | 8          |
| Estados Unidos Hot 100                                  | 70         |